# デノミネーション

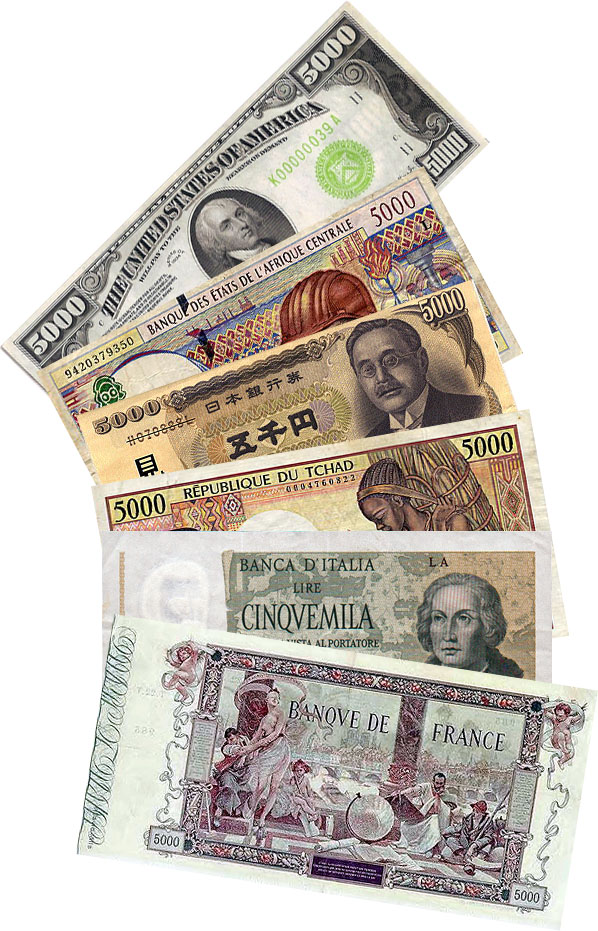
額面表示が5000の各国紙幣。上からアメリカ合衆国ドル，中央アフリカCFAフランBEAC，日本円，中央アフリカCFAフランBEAC（チャド），イタリア・リラ，フランス・フラン

デノミネーション（英: denomination）とは、通貨単位を表す言葉である。日本語においては、それを切り下げる、もしくは切り上げることとして使われることもある。国内の全ての資産と負債に対して行われる。インフレーションなどにより、通貨金額の桁数表示が大きくなると経済活動に支障をきたすので、その解決のために行われる。デノミと省略されることが多い。

## 言葉の用法
英語のデノミネーションとは「通貨単位」のことであり、「切り下げ」や「切り上げ」といった意味は持たない。両替時に「What denomination?」と聞かれた場合は、「金種はどうしますか？」の意味で、例えば100ドル紙幣の両替を依頼するとき、20ドル紙幣5枚で良いのか、5ドル紙幣や25セント硬貨が欲しいのか、といった回答を求められている。ただし文脈によっては「どんな宗派？」と聞いている場合もある。
日本語の「デノミネーション」に相当する英語としては、リデノミネーション（英: redenomination）、あるいはチェンジ・オブ・デノミネーション（英: change of denomination、日本語：通貨単位の変更）などが挙げられる。なお、デノミという略称は、英語のデノミネーション、あるいはロシア語のデノミナーツィヤに基づくとされる。

## 方法
例えば、10,000円の単位を{\displaystyle {\tfrac {1}{100}}}に切り下げ新100円にするなど。具体的には、新しい貨幣を発行したり、現行貨幣の数字を書き換えたりする。{\displaystyle {\tfrac {1}{10}}}、{\displaystyle {\tfrac {1}{100}}}の単位で切り下げることが多い。
ただし、オーストラリア、ニュージーランド、ザンビアなど、十進化以前の「ポンド・シリング・ペンス」制から切り替えた国のいくつかでは、通貨単位を2倍にした。
例えば、{\displaystyle {\tfrac {1}{20}}}ポンドである1シリング硬貨は、ポンドの価値を据え置いたイギリスでは5ペニー硬貨になったが、オーストラリアでは10セント硬貨になった。しかし、その次の分割が1ペニー＝{\displaystyle {\tfrac {1}{12}}}シリングなので、よく使われていた6ペンス硬貨は、イギリスでは2½新ペニーというきりの悪い額面になるため廃止されたが、オーストラリアでは5セント硬貨として使われ続けた。

## 近年のデノミネーション例
- 1993年3月1日、ウルグアイはウルグアイ・ペソを発行し、1000分の1のデノミを実施した。
- 1994年1月1日のユーゴスラビア・ディナールは10億分の1のデノミを実施した。デノミ直前には5000億ディナール紙幣という大きな数字の紙幣が発行されていた。
- 2005年1月1日、トルコは新トルコリラを発行し、事実上の100万分の1のデノミを行った。2000万トルコリラ紙幣（当時は約1,500円に相当）は20新トルコ・リラになった。
- 2005年7月1日、ルーマニアは1万分の1のデノミを実施した。旧10000レイ (ROL) は新1レウ (RON) になった。
- 2008年8月1日、ジンバブエは100億分の1のデノミを実施した。100億ジンバブエ・ドル（当時は約2円に相当）は1新ジンバブエ・ドルになった。戦争状態にない国家でこれほどのデノミが行われるのは世界でも類を見ない[4]。
- 2009年2月2日、ジンバブエはさらに1兆分の1のデノミを行った[5]。ほぼ半年で再度実施するのは他の国では例がない。
- 2009年11月30日、朝鮮民主主義人民共和国は同国通貨ウォンの100分の1のデノミを実施した。北朝鮮では1992年にも「貨幣改革」と称して新旧通貨の交換が行われた事があるが、当時の比率は1対1だった。今回のデノミには一世帯あたり10万ウォン（非公式レートで約3000円）の上限額が設けられ、それを超える現金は事実上北朝鮮政府に没収される。市民の間では不満と混乱が生じており、政府は対策として銀行預金者に10分の1の「優遇」レートを、また、1世帯あたりの交換額が旧10万ウォンに満たない世帯には「配慮金」として一人当たり新500ウォンを支給する[6]。しかし、混乱が続出し、2010年3月18日には朝鮮労働党計画財政部長の朴南基が、デノミに伴う経済混乱の責任を問われ処刑された[7]。ただし、朴南基をそそのかしたのは、2013年に金正恩によって処刑された張成沢であるという説がある[8]。

- 2018年8月20日、ベネズエラは10万分の1のデノミを実施。さらに2021年には100万分の1のデノミの実施を発表した[9]。
- 2022年7月1日、シエラレオネは1000分の1のデノミを実施。このデノミの実施は11か月前に公表されており、大きな混乱は生じなかった[10]。